# ووادیسواف کومار
ووادیسواف کومار (لهستانی: Władysław Komar؛ ‏ تلفظ لهستانی: [vwaˈdɨswaf]؛ ‏ ۱۱ آوریل ۱۹۴۰ – ۱۷ اوت ۱۹۹۸) پرتاب‌گر وزنه و بازیگر اهل لهستان بود. وی بین سال‌های ۱۹۶۲ تا ۱۹۸۰ میلادی فعالیت می‌کرد.
وی در مسابقات کشوری و بین‌المللی در مجموع برندهٔ ۱ مدال طلا، ۲ مدال برنز شده‌است.
از فیلم‌هایی که وی در آن نقش‌آفرینی نموده است، می‌توان به کیلر اشاره کرد.